# پزشکی بیمارستان
پزشکی بیمارستان (به انگلیسی: Hospital medicine) یک تخصص پزشکی است که در بعضی از کشورها به عنوان شاخه ای از پزشکی داخلی یا پزشکی خانواده وجود دارد و به مراقبت از بیماران حاد بستری در بیمارستان می‌پردازد. در واقع تمرکز اصلی پزشکان متخصص این رشته فقط مراقبت از بیماران بستری است. این رشته با منشأ ایالات متحده آمریکا، در استرالیا و کانادا هم رواج دارد. اکثریت قریب به اتفاق پزشکانی که خود را به عنوان پزشک بیمارستان معرفی می‌کنند، برنامه درمانی خود را بر روی بیماران بستری شده در بیمارستان متمرکز می‌کنند. الزامی نیست که این پزشکان دارای مجوز جداگانه در پزشکی بیمارستان باشند.